# José González Galindo
José Manuel González Galindo (Iguala de la Independencia, Guerrero, México, 14 de enero de 1995) es un futbolista mexicano que juega de Portero y su actual equipo es el Club León de la Liga MX.

## Participaciones en Copas del Mundo
| Mundial                     | Sede   | Resultado |
| --------------------------- | ------ | --------- |
| Copa Mundial Sub-17 de 2011 | México | Campeón   |

## Clubes
| Club        | País   | Año             |
| ----------- | ------ | --------------- |
| CF Pachuca  | México | 2011 - 2015     |
| Club León   | México | 2015            |
| CF Pachuca  | México | 2015 - 2016     |
| Tlaxcala FC | México | 2016 - Presente |

## Palmarés

### Campeonatos internacionales
| Título                        | Equipo                               | Sede   | Año  |
| ----------------------------- | ------------------------------------ | ------ | ---- |
| Copa Mundial de Fútbol Sub-17 | Selección de fútbol sub-17 de México | México | 2011 |